# Конгресс за демократию и прогресс
Конгресс за демократию и прогресс (фр. Congrès pour la Démocratie et le Progrès, CDP — правительственная политическая партия в Буркина-Фасо во времена авторитарного режима Блеза Компаоре. Декларирует левое направление. Штаб-квартира расположена в столице страны Уагадугу.

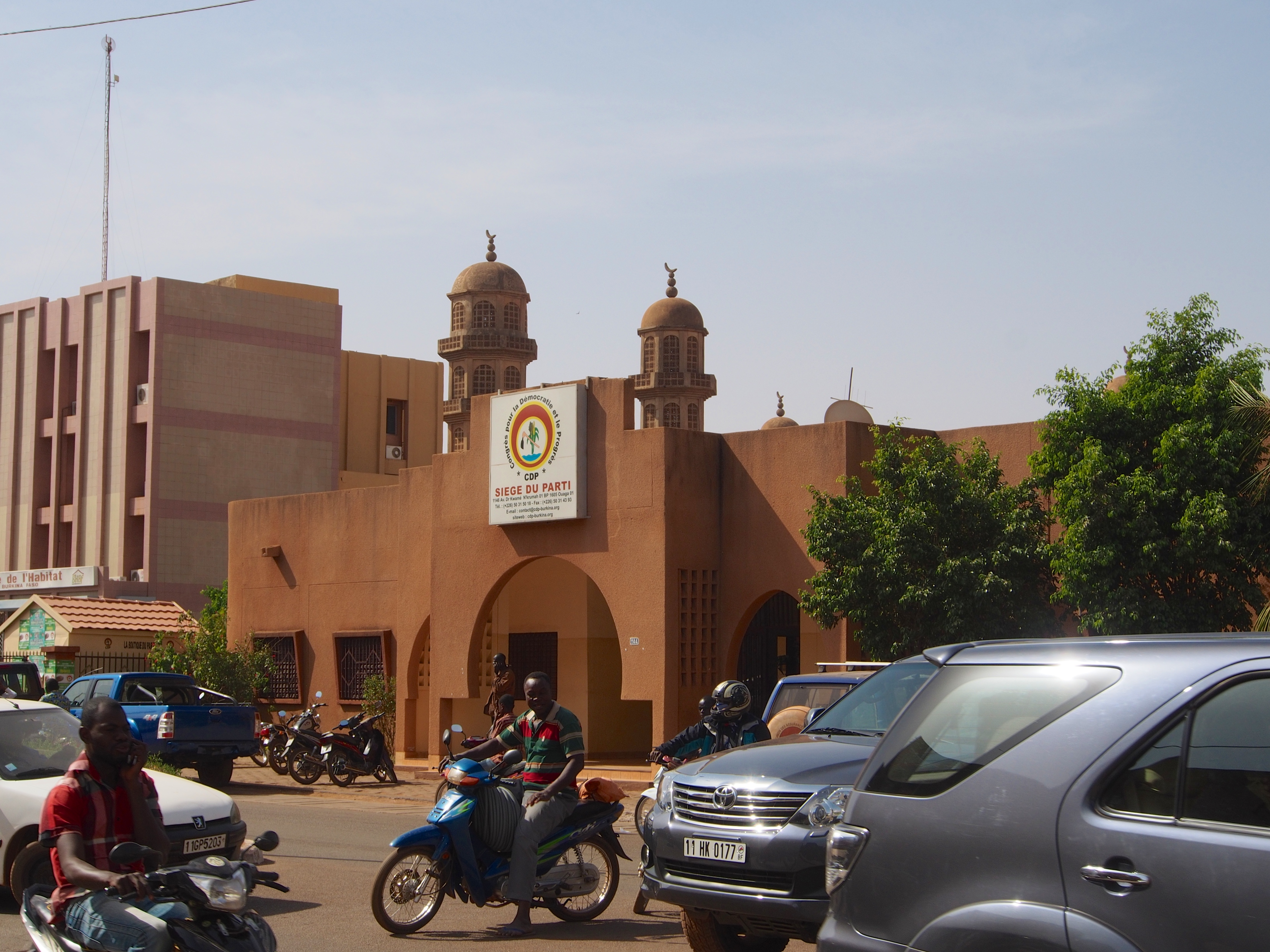
Штаб-квартира партии

Сейчас лидером партии является Эдди Комбойго.
Партия была основана в феврале 1996 года в результате слияния нескольких более мелких групп левого толка. Придерживалась идеологии африканского социализма.
После восстановления института премьер-министра в 1992 году все главы правительства Буркина-Фасо являлись представителями этой партии. Партия также имела большинство мест в парламенте.
На парламентских выборах 2007 года партия завоевала 73 из 111 мест в парламенте.
На президентских выборах 13 ноября 2005 кандидат от партии Блез Компаоре победил с 80,35% голосов избирателей.
Партия находилась у власти до Восстания в Буркина-Фасо в 2014 году и поджога протестующими парламента и других правительственных зданий, а также штаб-квартиры правящего Конгресса за демократию и прогресс, Компаоре объявил о введении чрезвычайного положения, роспуске правительства и парламента, после чего отказался от власти и бежал из страны.
Партия по-прежнему имела представительство в парламенте после свержения Компаоре в октябре 2014 года и остается представленной после всеобщих выборов в ноябре 2015 года.